# 데보라 나시멘투
데보라 나시멘투(Débora Nascimento, 1985년 6월 16일 ~ )는 브라질의 배우, 모델이다.